# Bonifaz Geßner

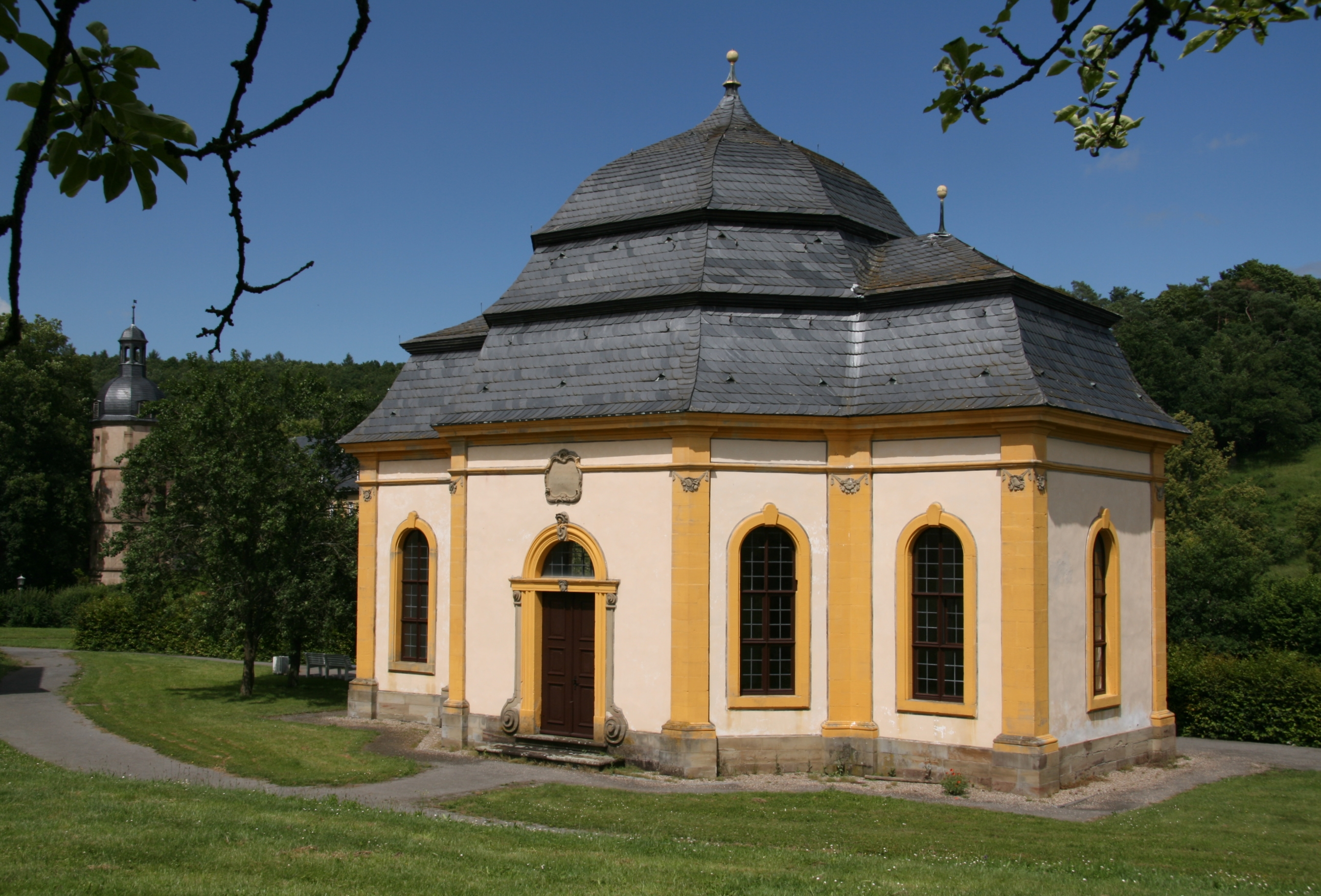
Gartensalett des Abtes Bonifaz Geßner, erbaut 1765/66

Bonifaz Geßner (* 17. November 1699 in Großwenkheim; † 11. Juni 1770 in Münnerstadt) war Abt des Klosters Bildhausen.

## Leben
Der aus Großwenkheim stammende Bonifaz Geßner trat 1721 in das Kloster Bildhausen ein und wurde 1727 Priester. Er hatte an der Universität Würzburg studiert und konnte so an der Hauslehranstalt Philosophie und Theologie lehren. Später wurde er Kanzleidirektor und als solcher 1754 zum Abt gewählt.
Obwohl in seine Amtszeit der Siebenjährige Krieg fiel, der dem Kloster einiges abverlangte, konnte er doch als Bauherr in Erscheinung treten. 1765 begann er mit dem Bau der monumentalen barocken Pfarrkirche Mariä Himmelfahrt in Großwenkheim, die 1772, nach seinem Tod, geweiht wurde. In deren Deckengemälde ist er abgebildet. Er stiftete auch den Hochaltar. Ein weiteres Zeugnis seines Wirkens ist der 1765/66 erbaute, heute noch vorhandene Gartenpavillon (Gartensalett). Auch die Innenausstattung des von seinem Vorgänger Georg Kihn erbauten Abteigebäudes geht auf ihn zurück (spätbarockes Treppenhaus mit reichem Stuckwerk).